# René Maquet
René Maquet (Ciney, 20 september 1894 - Dinant, 17 juli 1948) was een Belgisch senator.

## Levensloop
Maquet werd gemeenteraadslid van Ciney (1927-1930) en provincieraadslid voor de provincie Namen (1917-1930).
In februari 1948 werd hij verkozen tot BSP-senator voor het arrondissement Namen, maar vijf maanden later overleed hij en werd hij opgevolgd door Henri Bernard.